# Xcalibur
Der Film Xcalibur ist ein Pornofilm, der als Trilogie gedreht wurde. Er erzählt die Arthus-Sage über Excalibur in einer eigenen erotischen Version.

## Handlung
Zu Beginn des Films liefert Merlin das Schwert Xcalibur kurz vor einer großen Schlacht an Arthur. Mit Xcalibur in der Hand sind Arthur und seine Männer siegreich und es gelingt ihnen, drei sächsische Kriegerinnen als Gefangene zu nehmen. Die Häftlinge werden ins Verlies von Mardocks Schloss gebracht, wo drei Wachen mit ihnen Spaß haben. Zwischenzeitlich entdeckt Merlin eine blonde sächsische Kriegerin in der Nähe seiner Höhle, die dem Blutbad scheinbar entgangen ist und vertreibt sich die Zeit mit ihr. Anderswo in Mardocks Burg feiern Arthur und seine Männer ihren Sieg mit einem Fest und mittelalterlicher Unterhaltung. Als Mardock und seine Frau die Party verlassen, bleiben Arthur und vier seiner Männer und behalten die weiblichen Dienerinnen und vergnügen sich mit ihnen.
Am nächsten Morgen beschwert sich Mardock bei seiner Frau, dass sie ihm noch keinen Stammhalter geschenkt hat. Als seine Frau darauf aus dem Zimmer stürmt, kühlt sich Mardock mit seinen Dienerinnen ab. Begierig, ihre Macht und Einfluss zu erweitern, berät sich Cruella mit ihrem Berater in ihrem Turm. Als er ihr aber erzählt, dass sie auserwählt ist, das Reich zu regieren, weist sie ihn ab und lässt sich stattdessen von ihren Bediensteten verwöhnen. Xena ist eine weitere Herausforderin von Arthurs Autorität. Die hübsche Brünette übt sich in Praktiken des Schwertkampfs gegen ein paar Ritter vor der Burg ihres Vaters. Nach dem Training vergnügt sie sich mit ihren Sparringspartnern. Während Xena spielt, bietet Arthur Merlin zur Konsolidierung seiner Macht eine nackte Jungfrau im Austausch für einen Trank. Merlin erklärt sich mit dem Austausch einverstanden und teilt auch Mona mit ihm.
In einem nahe gelegenen Lehensgut, bereitet sich Zelina darauf vor, die Burg ihres Vaters zu verlassen, da sie bald Arthur heiraten wird. Vor der Abreise begibt sich Zelina mit ihrer besten Freundin  an einen See für ein letztes erotisches Miteinander. Sie küssen sich ein letztes Mal und verlassen dann den See in unterschiedlichen Richtungen. Beim Spaziergang durch den Wald wird Zelina Zeugin eines Hinterhalts auf eine königliche Kutsche. Die Angreifer werden von Xena angeführt, die den Wagen für sich reklamiert. Den Passagier überlässt sie ihren Kriegern. Nachdem Zelina den Überfall beobachtet hat, rennt sie davon. Damit endet die erste Episode der Trilogie.

## Auszeichnungen
- 2007: Eroticline Award „Best High-Budget Film“
- 2008: Empire Award 2007: Best Foreign DVD
- 2007: Brussels Erotica Award „Best Movie Director Pierre Woodman für Xcalibur“
- 2007: Brussels Erotica Award „Best European Movie Xcalibur“
- 2007: Brussels Erotica Award „Best European Starlet“ für Divinity Love
- 2007: FICEB Award Mejor Starlette / Best Starlet für Divinity Love
- 2006: FICEB Award für Xcalibur 2: Mejor Diseno de produccion/Best Production Design

## Hintergrund
- Im Film treten 40 Darstellerinnen und 35 Darsteller auf.
- Gedreht wurde in den Wäldern und mittelalterlichen Schlössern in Tschechien.
- Die Hauptdarstellerin Caylian Curtis (Kateřina Staňková) wurde im September 2006 „Playmate of the Month“ in der tschechischen Ausgabe des Playboy.